# Филатов, Дмитрий Петрович
Дмитрий Петрович Филатов (31 января [12 февраля] 1876, Тёплый Стан, Симбирская губерния — 18 января 1943, Москва) — российский эмбриолог. Доктор биологических наук, профессор.

## Биография
Родился 31 января 1876 года в семье богатого помещика Петра Михайловича Филатова и Клавдии Васильевны Казаковой (по другим данным Акулины Васильевны Казаковой). Среди родственников Филатова были математик Алексей Крылов (1863—1945), офтальмолог Владимир Филатов, зоолог Борис Житков (1872—1943) и педиатр Нил Филатов (1847—1902). В детстве он познакомился с Иваном Сеченовым, который приезжал в гости к его семье в соседний город и рассказывал о своих исследованиях, проводя эксперименты над лягушками, пойманными в пруду Филатовых.
Филатов окончил гимназию в 1894 году и первоначально изучал юриспруденцию в Петербургском университете, но вскоре перевелся на естественный факультет Московского университета. Окончил его в 1902 году. С 1902 по 1907 год работал в Московском институте сравнительной анатомии под руководством профессора Мензбира.
В 1894 году окончил Нижегородскую гимназию. Поступил на юридический факультет Санкт-Петербургского университета, затем перевёлся на естественное отделение Московского университета.
В 1900 году окончил Московский университет. Для подготовки к профессорскому званию оставлен не был, так участвовал в студенческих волнениях, отбывал из-за них короткое тюремное заключение и был выслан из Москвы.
В 1901 поступил на 3-й курс медицинского отделения Московского университета, но с 4-го курса ушёл, не закончив его.
С 1902 по 1906 годы работал сверхштатным сотрудником (ассистентом) в Институте сравнительной анатомии при Московском университете.
В 1907 уехал за границу в Германию.
В 1908 году принимал участие в экспедиции Б. М. Житкова на Ямал, отвечал за сборы флоры и фауны.
В 1907 по 1919 служил ассистентом по зоологии в Московском сельскохозяйственном институте, затем в Московском коммерческом институте.
С 1912 года снова — ассистент А. Н. Северцова в Институте сравнительной анатомии при Московском университете.
В 1914 году сдал магистерские экзамены.
С 1919 года — приват-доцент МГУ.
В 1922—1925 — старший научный сотрудник на Гидробиологической станции на Глубоком озере.
С 1924 по 1937 год руководил организованным по его инициативе отделом механики развития Института экспериментальной биологии Наркомздрава.
С 1931 по 1941-е годы заведовал отделом механики эмбрионального морфогенеза в Институте экспериментального морфогенеза при Московском университете, с 1936 года профессор Московского университета.
В 1940 году он организовал кафедру эмбриологии в Московском университете, первую подобную кафедру в стране.
Умер 18 января 1943 года по пути на работу в МГУ. Похоронен на Новодевичьем кладбище (Старая территория, колумбарий, секция 103).

## Научная деятельность
В начале одновременно с занятиями эмбриологией несколько лет изучал во время экспедиций промысел северного морского котика на Командорских островах (1913—1914), кавказского зубра (1909—1911) (опубликовал монографию по этому виду), рыбы в Аральском море (1921—1922). В 1916 открыл индуцирующее действие слухового пузырька на эмбриональную мезенхиму при формировании слуховой капсулы. Провёл исследования по механике развития глаза (1925—1936), по дифференцировке конечности (1927—1932). Основным направлением исследований стало экспериментальное изучение закономерностей индивидуального развития и выяснение путей эволюции формообразующих взаимодействий частей развивающегося зародыша. Филатов показал зависимое развитие некоторых мезенхимных закладок черепа от зачатков органов чувств, обнаружена важность объёма зачатка конечности для запуска её дифференцировки, показана неспецифичность первых стадий развития конечности, выяснены видовые особенности в формообразования при развитии хрусталика. В его теоретических исследованиях в центре находились анализ понятия детерминации и комплексности формообразовательного процесса.
У Филатова практически не было учителей, некоторое влияние на него оказали П. П. Сушкин и Н. К. Кольцов. Он стал крупнейшим эмбриологом России. Как считает его современный биограф «вровень с ним могут стоять немногие имена,…, лучшие эмбриологи и анатомы мира».

### Труды
- Удаление и пересадка слуховых пузырьков у зародышей Bufo. // Русский зоологический журнал, 1916, т. 1, в. 1-2;
- Сравнительно-морфологическое направление в механике развития, его объект, цели и пути, М. — Л., 1939;
- Об историческом подходе к явлениям механики развития и его значении. // Журнал общей биологии, 1941, т. 2, № 1;
- Механика развития как метод изучения некоторых вопросов эволюции, // Журнал общей биологии, 1943, т. 4, № 1;
- Значение опыта для морфологической характеристики органов и их гомологизирования. // «Известия Акад. наук СССР. Серия биологическая», 1937, № 3.